# Гафнии
Гафнии (лат. Hafnia) — род бактерий из семейства Hafniaceae порядка Enterobacterales.
Палочковидные бескапсульные аспорогенные подвижные (перитрихи) грамотрицательные хемоорганотрофные факультативно анаэробные бактерии.
Растут на простых питательных средах при 22—37 °C, рН 7,2—7,4. На средах для энтеробактерий (Эндо, Левина) образуют бесцветные колонии S-типа, напоминающие колонии шигелл. На среде Плоскирева растут скудно, на висмут-сульфит-агаре не растут. Могут использовать цитрат и ацетат в качестве единственного источника углерода. Ферментируют глюкозу с образованием кислоты и газа; кислоты — маннит, арабинозу, рамнозу, трегалозу, ксилозу. Не ферментируют лактозу, инозит, дульцит, желатину, мочевину, не образуют сероводород и индол, пробы на лизин- и орнитиндекарбоксилазу положительные. При 22 °C подвижны, дают положительную реакцию ФП, отрицательную — с МР, при 37 °C часто неподвижны, проба с МР положительна, с ФП отрицательна. Вид Hafnia alvei по различиям в специфичности О-Аг дифференцируют на 29 серогрупп, Н-Аг — на 49 сероваров.
Обитают во внешней среде (почва, вода, пищевые продукты), выделяются при кишечных инфекциях, уроинфекциях, пневмонии, сепсисе. Бактериологическое исследование проводят так же, как при выделении других условно-патогенных энтеробактерий. Следует дифференцировать с шигеллами и сальмонеллами.

## Классификация
На май 2019 года в род включают 3 вида:
- Hafnia alvei Møller 1954typus
- Hafnia paralvei Huys et al. 2010
- Hafnia psychrotolerans Gu et al. 2015